# Novoselycja (okres Ťačiv)
Novoselycja, česky také Novoselice, ukrajinsky Новоселиця, maďarsky Taracújfalu, je obec v neresnyckém územním společenství (hromadě), v okrese Ťačiv, v Zakarpatské oblasti Ukrajiny. V roce 2025 žilo v Novoselici 3120 obyvatel; v celé obci pak 4401 obyvatel.

## Části obce
- Novoselycja
  - Poljanske, ukrajinsky Полянське
- Tysalovo

## Historie
První písemná zmínka o této obci pochází z roku 1371. Do uzavření Trianonské smlouvy byla obec součástí Uherska, poté součástí Československa. V roce 1921 žde žilo 2118 obyvatel, z toho 1782 Rusínů, 1 Maďar a 335 Židů. Od roku 1945 byla součástí Ukrajinské sovětské socialistické republiky, která byla součástí SSSR. Od roku 1991 je součástí nezávislé Ukrajiny.

## Církevní stavby
- Chrám Zvěstování Panny Marie, z roku1993
- Chrám Nanebevstoupení Páně, z roku 1931